# Iosif Rangheț

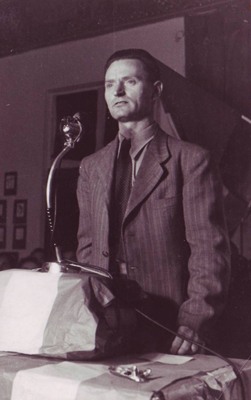
Iosif Rangheț.

Iosif Rangheț (grafierea inițială, maghiară, a numelui: József Rangecz) (n. 1904 Olari, Arad - d. 1952) a fost un comunist român.
Iosif Rangheț a devenit membru ilegalist al PCR în 1930.  În anii '30, Iosif Rangheț a studiat la Universitatea comunistă Lenin din Moscova unde cunoscut-o pe Sanda Veinberg (1906 - 1995), cu care s-a căsătorit.  Iosif și Sanda Rangheț au avut un fiu, Boris Rangheț (n.1937), viitor diplomat și ambasador român.
Iosif Rangheț a fost secretar general al comitetului regional de partid Cluj (1933-1934). Din 1945, Iosif Rangheț a fost membru în Comitetul Central al PCR, director al serviciului de cadre între 1945-1948, membru supleant al Biroului Politic (1948). Iosif Rangheț a fost deputat în Marea Adunare Națională în sesiunea 1948-1952. În această calitate, Rangheț a participat la frauda parlamentară din seara zilei de 30 decembrie 1947 (presupusa ședință a Adunării Deputaților, v. „Lovitura de stat de la 30 decembrie 1947”), când a fost proclamată ilegal Republica Populară Română. În 1948, Iosif Rangheț a fost membru în comisia de cercetare a lui Lucrețiu Pătrășcanu. Din această comisie au mai făcut parte Teohari Georgescu și Alexandru Drăghici.
După moartea sa, Fabrica de Strunguri din Arad i-a purtat numele. Un mare număr de strunguri universale, produse la această fabrică, îi poartă numele.